# 川西行政区
川西行政区是中華人民共和國建國後成立的省級行政區，於1950年至1952年存在。
1949年12月，西南战役结束，解放军攻占四川全省。由於四川省地域較大，人口近八千萬，為便利行政管理，分劃為4個行政区，均由西南軍政委員會領導。

## 行政區劃
川西行政公署駐成都市。至1952年8月7日行政区撤銷以前，轄有1地級市、4專區共5個地級行政單位和8市轄區、38縣共46個縣級行政單位。
- 地級成都市，轄第一、第二、第三、第四、第五、第六、第七、第八計8區。
- 溫江專區，專署駐溫江縣，轄溫江、成都、華陽、雙流、新都、新繁、崇寧、彭縣、郫縣、灌縣、崇慶、大邑計12縣。1951年新津縣劃入眉山專區，眉山專區大邑縣來隸。
- 眉山專區，專署駐眉山縣，轄眉山、新津、邛崍、蒲江、彭山、名山、丹棱、洪雅、夾江、青神計10縣。1951年大邑縣劃入溫江專區，溫江專區新津縣來隸。
- 綿陽專區，專署駐綿陽縣，轄綿陽、安縣、彰明、梓潼、羅江、綿竹、德陽、什邡、廣漢、金堂計10縣。
- 茂縣專區，專署駐溫江縣，轄茂縣、汶川、理縣、松潘、懋功、靖化計6縣。